# Maruša Mišmaš-Zrimšek
Maruša Mišmaš-Zrimšek (ur. 24 listopada 1994) – słoweńska lekkoatletka specjalizująca się w biegach średnich i długodystansowych.
Na początku kariery uprawiała bieg na 400 metrów przez płotki, zajmując m.in. 5. miejsce podczas igrzysk olimpijskich młodzieży w Singapurze (2010). Dziewiąta zawodniczka juniorskich mistrzostw świata w biegu na 1500 metrów (2012). Na początku 2013 startowała na halowym czempionacie Europy, nie awansując do półfinału 1500 metrów. W tym samym roku zdobyła srebrny medal na 3000 metrów z przeszkodami podczas juniorskich mistrzostw Europy w rieti oraz stanęła na najniższym stopniu podium europejskiego czempionatu w biegach przełajowych.
Złota medalistka mistrzostw Słowenii oraz reprezentantka kraju na drużynowych mistrzostwach Europy.

## Osiągnięcia
| Rok  | Impreza                                               | Konkurencja  | Miejsce                       | Lokata      | Wynik    |
| ---- | ----------------------------------------------------- | ------------ | ----------------------------- | ----------- | -------- |
| 2010 | Kwalifikacje Europy do igrzysk olimpijskich młodzieży | Moskwa       | bieg na 400 m przez płotki    | 4. miejsce  | 60,73    |
| 2010 | I liga drużynowych mistrzostw Europy                  | Budapeszt    | bieg na 400 m przez płotki    | 11. miejsce | 61,58    |
| 2010 | Igrzyska olimpijskie młodzieży                        | Singapur     | bieg na 400 m przez płotki    | 5. miejsce  | 60,69    |
| 2011 | Mistrzostwa świata juniorów młodszych                 | Lille        | bieg na 400 m przez płotki    | półfinał    | 62,45    |
| 2011 | Mistrzostwa Europy juniorów                           | Tallinn      | bieg na 400 m przez płotki    | eliminacje  | 61,74    |
| 2011 | Mistrzostwa Europy w biegach przełajowych             | Velenje      | bieg juniorek                 | 21. miejsce | 13:58    |
| 2012 | Mistrzostwa świata juniorów                           | Barcelona    | bieg na 800 m                 | półfinał    | 2:07,23  |
| 2012 | Mistrzostwa świata juniorów                           | Barcelona    | bieg na 1500 m                | 9. miejsce  | 4:14,96  |
| 2012 | Mistrzostwa Europy w biegach przełajowych             | Budapeszt    | bieg juniorek                 | 4. miejsce  | 13:44    |
| 2013 | Halowe mistrzostwa Europy                             | Göteborg     | bieg na 1500 m                | eliminacje  | 4:27,45  |
| 2013 | II liga drużynowych mistrzostw Europy                 | Kowno        | bieg na 5000 m                | 4. miejsce  | 16:35,89 |
| 2013 | II liga drużynowych mistrzostw Europy                 | Kowno        | bieg na 3000 m z przeszkodami | 1. miejsce  | 9:58,93  |
| 2013 | Mistrzostwa Europy juniorów                           | Rieti        | bieg na 3000 m z przeszkodami | 2. miejsce  | 9:51,15  |
| 2013 | Mistrzostwa Europy w biegach przełajowych             | Belgrad      | bieg juniorek                 | 3. miejsce  | 13:27    |
| 2014 | Halowe mistrzostwa świata                             | Sopot        | bieg na 1500 m                | eliminacje  | 4:18,92  |
| 2014 | Mistrzostwa Europy                                    | Zurych       | bieg na 3000 m z przeszkodami | 10. miejsce | 9:54,75  |
| 2014 | Mistrzostwa Europy w biegach przełajowych             | Samokow      | bieg młodzieżowców            | 11. miejsce | 23:08    |
| 2015 | Halowe mistrzostwa Europy                             | Praga        | bieg na 3000 m                | 8. miejsce  | 8:59,51  |
| 2015 | Młodzieżowe mistrzostwa Europy                        | Tallinn      | bieg na 3000 m z przeszkodami | 5. miejsce  | 9:52,03  |
| 2015 | Mistrzostwa świata                                    | Pekin        | bieg na 3000 m z przeszkodami | eliminacje  | 9:37,73  |
| 2015 | Mistrzostwa Europy w biegach przełajowych             | Hyères       | bieg młodzieżowców            | 15. miejsce | 20:25    |
| 2017 | II liga drużynowych mistrzostw Europy                 | Tel Awiw     | bieg na 3000 m                | 3. miejsce  | 9:18,90  |
| 2017 | Mistrzostwa Europy w biegach przełajowych             | Samokow      | bieg seniorek                 | 60. miejsce | 29:07    |
| 2018 | Mistrzostwa Europy                                    | Berlin       | bieg na 3000 m z przeszkodami | 11. miejsce | 9:34,50  |
| 2019 | Halowe mistrzostwa Europy                             | Glasgow      | bieg na 1500 m                | eliminacje  | 4:09,81  |
| 2019 | II liga drużynowych mistrzostw Europy                 | Varaždin     | bieg na 3000 m                | 6. miejsce  | 9:24,51  |
| 2019 | Mistrzostwa świata                                    | Doha         | bieg na 1500 m                | eliminacje  | 4:14,94  |
| 2019 | Mistrzostwa świata                                    | Doha         | bieg na 3000 m z przeszkodami | 12. miejsce | 9:25,80  |
| 2019 | Światowe wojskowe igrzyska sportowe                   | Wuhan        | bieg na 3000 m z przeszkodami | 2. miejsce  | 9:24,47  |
| 2021 | Halowe mistrzostwa Europy                             | Toruń        | bieg na 3000 m                | eliminacje  | DQ       |
| 2021 | II liga drużynowych mistrzostw Europy                 | Stara Zagora | bieg na 5000 m                | 1. miejsce  | 15:30,61 |
| 2021 | Igrzyska olimpijskie                                  | Tokio        | bieg na 3000 m z przeszkodami | 6. miejsce  | 9:14,84  |
| 2022 | Mistrzostwa świata                                    | Eugene       | bieg na 3000 m z przeszkodami | 14. miejsce | 9:40,78  |
| 2022 | Mistrzostwa Europy                                    | Monachium    | bieg na 3000 m z przeszkodami | 15. miejsce | 9:53,81  |
| 2023 | Halowe mistrzostwa Europy                             | Stambuł      | bieg na 3000 m                | 8. miejsce  | 8:49,98  |
| 2023 | II dywizja drużynowych mistrzostw Europy              | Chorzów      | bieg na 3000 m z przeszkodami | 1. miejsce  | 9:23,41  |
| 2023 | Mistrzostwa świata                                    | Budapeszt    | bieg na 3000 m z przeszkodami | 6. miejsce  | 9:06,37  |

## Rekordy życiowe
- Bieg na 1500 metrów (stadion) – 4:03,05 (2020)
- Bieg na 1500 metrów (hala) – 4:05,72 (2020)
- Bieg na 3000 metrów (stadion) – 8:46,44 (2020) rekord Słowenii
- Bieg na 3000 metrów (hala) – 8:47,98 (2023)
- Bieg na 5000 metrów – 15:08,12 (2023)
- Bieg na 2000 metrów z przeszkodami – 5:53,38 (2023) rekord Słowenii
- Bieg na 3000 metrów z przeszkodami – 9:06,37 (2023) rekord Słowenii